# Bithynia pesicii
Bithynia pesicii е вид коремоного от семейство Bithyniidae. Видът е застрашен от изчезване.

## Разпространение
Разпространен е в Турция.